# Tom Huddlestone
Thomas 'Tom' Andrew Huddlestone (Nottingham, 28 december 1986) is een Engels voetballer die doorgaans als middenvelder speelt. Hij verruilde in juli 2017 Hull City voor Derby County. Huddlestone debuteerde in 2009 in het Engels voetbalelftal.

## Clubcarrière
Huddlestone tekende in januari 2005 een contract bij Tottenham Hotspur, dat hem overnam van Derby County. Twaalf maanden later debuteerde hij voor Tottenham, dat hem eerst een half jaar bij Derby County liet en in 2006 verhuurde aan Wolverhampton Wanderers. In augustus 2013 ging Huddlestone naar Hull City. Hij stond met Hull City in de finale van de strijd om de FA Cup 2014, die de ploeg van trainer-coach Steve Bruce met 3-2 verloor van Arsenal. Hij tekende in juli 2017 een contract voor 2 jaar, met optie tot een derde jaar, bij de club waar hij zijn debuut in het betaald voetbal maakte, Derby County. Hij scoorde zijn eerste goal voor Derby tijdens een 3-0 overwinning in eigen huis tegen Brentford, meer dan 14 jaar na zijn debuut voor de club.

## Interlandcarrière
Tussen 2005 en 2009 was Huddlestone actief voor Engeland –21, waarvoor hij tweeëndertig wedstrijden speelde, met daarin twee doelpunten. In mei 2008 werd de middenvelder door bondscoach Fabio Capello opgeroepen voor het Engels voetbalelftal, wat voor Huddlestone zijn eerste oproep betekende. Tijdens de wedstrijden tegen de Verenigde Staten en Trinidad en Tobago kwam hij echter niet in actie. Op 14 november 2009 debuteerde Huddlestone alsnog in het nationale elftal. Door een doelpunt van Nilmar werd met 1–0 verloren van Brazilië en Huddlestone mocht van Capello acht minuten voor tijd invallen voor Gareth Barry. In mei 2010 werd de speler van Tottenham Hotspur opgenomen in de voorselectie van Engeland voor het WK 2010. Als voorbereiding op dat toernooi speelde hij ook nog twee interlands, tegen Mexico en Japan. Uiteindelijk werd Huddlestone een van de zeven afvallers en ging hij niet mee naar het WK. Twee jaar lang speelde hij geen interlands meer, maar de nieuwe bondscoach Roy Hodgson riep hem in november 2012 op voor de oefenwedstrijd tegen Zweden.

### Gespeelde interlands
| Interlands van Tom Huddlestone voor Engeland | Interlands van Tom Huddlestone voor Engeland | Interlands van Tom Huddlestone voor Engeland | Interlands van Tom Huddlestone voor Engeland | Interlands van Tom Huddlestone voor Engeland | Interlands van Tom Huddlestone voor Engeland | Interlands van Tom Huddlestone voor Engeland |
| №                                            | Datum                                        | Wedstrijd                                    | Uitslag                                      | Competitie                                   | Goals                                        |                                              |
| Als speler bij Tottenham Hotspur             | Als speler bij Tottenham Hotspur             | Als speler bij Tottenham Hotspur             | Als speler bij Tottenham Hotspur             | Als speler bij Tottenham Hotspur             | Als speler bij Tottenham Hotspur             | Als speler bij Tottenham Hotspur             |
| -------------------------------------------- | -------------------------------------------- | -------------------------------------------- | -------------------------------------------- | -------------------------------------------- | -------------------------------------------- | -------------------------------------------- |
| 1                                            | 14 november 2009                             | Brazilië – Engeland                          | 0 – 0                                        | Vriendschappelijk                            |                                              |                                              |
| 2                                            | 24 mei 2010                                  | Engeland – Mexico                            | 3 – 1                                        | Vriendschappelijk                            |                                              |                                              |
| 3                                            | 30 mei 2010                                  | Japan – Engeland                             | 1 – 2                                        | Vriendschappelijk                            |                                              |                                              |
| 4                                            | 14 november 2012                             | Zweden – Engeland                            | 4 – 2                                        | Vriendschappelijk                            |                                              |                                              |

Bijgewerkt op 22 december 2015.

## Clubstatistieken
| Seizoen | Club                    | Competitie     | Competitie | Competitie | Beker | Beker | Internationaal | Internationaal | Totaal | Totaal |
| Seizoen | Club                    | Competitie     | Wed.       | Dlp.       | Wed.  | Dlp.  | Wed.           | Dlp.           | Wed.   | Dlp.   |
| ------- | ----------------------- | -------------- | ---------- | ---------- | ----- | ----- | -------------- | -------------- | ------ | ------ |
| 2003/04 | Derby County            | First Division | 43         | 0          | 2     | 0     | —              | —              | 45     | 0      |
| 2004/05 | Derby County            | Championship   | 45         | 0          | 3     | 0     | —              | —              | 48     | 0      |
| 2005/06 | Wolverhampton Wanderers | Championship   | 4          | 0          | 0     | 0     | —              | —              | 4      | 0      |
| 2005/06 | Tottenham Hotspur       | Premier League | 4          | 0          | 0     | 0     | —              | —              | 4      | 0      |
| 2006/07 | Tottenham Hotspur       | Premier League | 21         | 1          | 8     | 2     | 6              | 0              | 35     | 3      |
| 2007/08 | Tottenham Hotspur       | Premier League | 28         | 3          | 6     | 1     | 9              | 0              | 43     | 4      |
| 2008/09 | Tottenham Hotspur       | Premier League | 22         | 0          | 3     | 0     | 6              | 2              | 31     | 2      |
| 2009/10 | Tottenham Hotspur       | Premier League | 33         | 2          | 10    | 2     | —              | —              | 43     | 4      |
| 2010/11 | Tottenham Hotspur       | Premier League | 14         | 2          | 0     | 0     | 7              | 0              | 21     | 2      |
| 2011/12 | Tottenham Hotspur       | Premier League | 2          | 0          | 0     | 0     | 2              | 0              | 4      | 0      |
| 2012/13 | Tottenham Hotspur       | Premier League | 20         | 0          | 4     | 0     | 4              | 0              | 28     | 0      |
| 2013/14 | Hull City               | Premier League | 36         | 3          | 4     | 1     | —              | —              | 40     | 4      |
| 2014/15 | Hull City               | Premier League | 31         | 0          | 1     | 0     | 3              | 0              | 35     | 0      |
| 2015/16 | Hull City               | Championship   | 16         | 1          | 3     | 0     | —              | —              | 19     | 1      |
| Totaal  | Totaal                  | Totaal         | 319        | 12         | 44    | 6     | 44             | 2              | 407    | 20     |

Bijgewerkt op 22 december 2015.

## Trivia
- Om geld in te zamelen en aandacht te krijgen voor de kanker stichting maakte Huddlestone de belofte dat hij niet naar de kapper zou gaan voordat hij weer een doelpunt zou maken. Na 2.5 jaar was dit op 28 december 2013 het geval in de wedstrijd tegen Fulham. Hij heeft hiermee in totaal bijna €40.000 opgehaald.[7]

## Erelijst
| League Cup | 1x | 2007/08 |